# Oliver Kirk
Oliver Leonard Kirk (Beatrice, 20 aprile 1884 – Farmington, 14 marzo 1960) è stato un pugile statunitense. È l'unico pugile della storia ad aver vinto due medaglie d'oro olimpiche in due diverse categorie di peso nella stessa Olimpiade.
Kirk partecipò ai Giochi olimpici di Saint Louis 1904 nella categoria pesi piuma, dove vinse la medaglia d'oro sconfiggendo George Finnegan. Quasi due settimane dopo, avendo nel frattempo perso circa cinque chili, partecipò alla categoria pesi gallo, dove vinse la medaglia d'oro sconfiggendo in finale Frank Haller.

## Palmarès
In carriera ha conseguito i seguenti risultati:
- Giochi olimpici

St. Louis 1904: due medaglie d'oro nella categoria pesi gallo e pesi piuma.